# 진천 길상사
진천 길상사(鎭川 吉祥祠)는 충청북도 진천군 진천읍에 있는, 김유신(595∼673) 장군의 영정을 모시고 있는 사당이다. 1975년 2월 21일 충청북도의 기념물 제1호로 지정되었다.

## 개요
삼국통일의 주역이였던 김유신(595∼673) 장군의 영정을 모시고 있는 사당이다.
김유신은 15세 때 화랑이 되었고, 무열왕 7년(660) 상대등이 되었다. 그 뒤 중국 당나라와 연합하여 백제를 멸망시키고 나당연합군의 대총관이 되어 고구려를 정벌하고 삼국통일(676)의 위업을 달성하였다.
신라와 고려 때에는 장군이 태어난 태령산 아래 장군의 사당에서 봄과 가을로 제사를 지냈다. 그러나 조선에 들어와서 관리가 소홀하다가 임진왜란, 병자호란을 겪으면서 폐허가 된 것을 철종 2년(1851) 백곡면에 ‘죽계사’를 세워 장군의 영정을 모셨다. 고종 1년(1864)에는 흥선대원군의 서원 철폐령으로 헐렸는데 1926년 후손 김만희의 노력으로 지금 있는 자리에 길상사를 다시 세웠고, 1975년 정비하였다. 현재 이곳에는 장우성이 그린 그의 초상화와 흥무전, 흥무대왕신성비 등이 있다.

## 같이 보기
- 김유신

## 참고 자료
- 진천 길상사 - 국가유산청 국가유산포털